# Jean-Marc Musial
Pour les articles homonymes, voir Musial.
 (mai 2013).
Si vous disposez d'ouvrages ou d'articles de référence ou si vous connaissez des sites web de qualité traitant du thème abordé ici, merci de compléter l'article en donnant les références utiles à sa vérifiabilité et en les liant à la section « Notes et références ».
Jean-Marc Musial (né le 20 décembre 1966 à Lille) est un artiste, metteur en scène et réalisateur français.
Jean-Marc Musial, artiste de la synthèse, s'engage dans la création d'un théâtre d'art en 1990 à Lille. Entre 1990 et 1994, il se consacre d'abord à la mise en scène contemporaine. Il crée Quartett d'Heiner Muller / Haute surveillance de Jean Genet puis Orgie de Pier Paolo Pasolini au Théâtre national de Lille et à La Rose des vents.

## Théâtre (recherches et théories)
En marge des scènes et théâtres nationaux, il crée un studio de recherche et de création théâtrale nommé « Le Théâtre du Logos » ouvert aux acteurs, non acteurs, musiciens et techniciens expérimentaux.
Entre 1993 et 1997, ses recherches portent sur les avant-gardes du début du XXe siècle en Russie (Meyerhold, Alexandre Taïrov, Evgueny Vakhtangov), en Italie (futurisme) et en Pologne (S.I.Witkiewicz et « La Forme pure » – Tadeusz Kantor « Les Lois de l'abstraction », « Le Théâtre de la mort »). Pendant cette période, il crée Milczenie expérience d'une gravité, long poème scénique grotesque et muet en hommage à Vsevolod Meyerhold, metteur en scène russe assassiné par le régime stalinien, La Poule d'eau de Stanisław Ignacy Witkiewicz, et L'Exercice de la fleur Kabuki, d'après les travaux de Jerzy Grotowski.

## Théâtre cinématographique
En 1997, il synthétise ses recherches dans un théâtre-cinématographe à 360°. Il crée en 1997 Straszny ! (Intolérable ! en polonais), œuvre qu'il représente dans une église circulaire du XVIIe siècle (Église Sainte-Marie-Madeleine de Lille). Un long métrage noir et blanc 8 mm sert de partition visuelle aux acteurs qui interviennent dans le hors-cadre que crée le principe de projections multiples. Acteurs et spectateurs se trouvent immergés dans un carrefour des songes, un trou dans le réel. Cette oscillation entre la pellicule et l'acteur physiquement présent libère l'acteur de sa condition et lui ouvre de nouvelles perspectives : la simultanéité, l'interchangeabilité, la boucle, l'intervention, la performance...

## Théâtre et vidéo
En 1997-1998, il vit à Barcelone et mène une recherche sur la guerre d'Espagne et ses archives tout en préparant son nouveau projet théâtral sur l'œuvre du Marquis de Sade. Il fonde avec Virginie Di Ricci le laboratoire Attila (Action Théâtre Technologie Image Laboratoire Artistique). Ils orientent leurs recherches vers l'éclatement de la perspective visuelle et sonore en lien avec les nouvelles technologies, vers "un théâtre sans fond, théâtre sans fin".
Leur équipe s'ouvre à des cadreurs, ingénieurs vision et des ingénieurs R&D. À l'invitation de la station vidéo Heure Exquise, ils présentent une première étape de leur création sadienne Ou la nature dévoilée : quatre cadreurs vidéo retransmettent en direct le parcours physique et dramaturgique des 4 acteurs (Juliette, Justine, le biographe de Sade, le prêtre), dans un principe de simultanéité et de multiplicité du point de vue. Des monobandes vidéo pré-enregistrées ponctuent les retransmissions. Le jeu avec la vidéo trouble le spectateur par une torsion entre le temps théâtral, le temps réel, et le temps différé, et permet de sortir de la convention de l'éphémérité théâtrale.
Les Journées de Florbelle (1999), à l'invitation de l'espace Pier Paolo Pasolini de Valenciennes, est déambulatoire et stationnaire, simultanée et éclatée. Le texte sadien est confronté à celui de Jules Verne (20 000 lieues sous les mers) et d'Alfred Jarry (Emmanuel Dieu). La même année, Jean Marc Musial crée deux monologues Van Gogh le suicidé de la société d'Antonin Artaud et Le Mort de Georges Bataille.
Il participe au laboratoire de dramaturgie et de mise en scène de l'Académie Expérimentale des Théâtres à Bruxelles sur l'œuvre théâtrale de Pier Paolo Pasolini. Son laboratoire s'ouvre à des acteurs venus de Bruxelles et à la langue italienne.
En 2000, il est sélectionné au Festival des Arts Emergents de Turin. Il y présente Sade-Charenton les larmes de sang à 360° dans l'ancien studio de cinéma de Giovanni Pastrone, reconstitué en 3 dimensions. Théâtre mental, où 80 fragments de l'œuvre sadienne s'organisent dans une dramaturgie de l'athéisme. Deux réalisations directes multi-caméras sont enregistrées.

## Théâtre et nouvelles technologies
Il est invité en 2001-2002 au Fresnoy.
Il réalise un film 16 mm mono-optique qui s'insère dans la mise en scène théâtrale, « Calderon, la représentation de la représentation » de Pier Paolo Pasolini. Jouée au Phénix de Valenciennes puis à la première Biennale des Arts Numériques de la Villette, « Calderon » traite du changement de nature du pouvoir et du rapport intime que chacun entretient avec lui en s'appuyant sur l'exemple espagnol de Vélasquez à l'après-franquisme. La mise en scène frontale est protéiforme : théâtre, cinéma 16 mm, archives vidéo et images de synthèse proposent une lecture « multi-médiums » de l'œuvre pasolinienne.
En 2003, Jean Marc Musial obtient une résidence d'artiste à la Maison de la Villette et le soutien du CNC/Dicream pour la création antique et technologique « Roma Amor » à La recherche d'une « Scène artificiellement vivante". Axée sur l'art et le pouvoir au temps de la dynastie Julio-Claudienne (Auguste, Tibère, Caligula, Claude, Néron), fragmentaire, cette œuvre masquée s'appuie sur les sources textuelles, iconographiques, archéologiques du premier siècle de l'Empire romain et offre à l'espace scénique de se renouveler à chaque instant par l'image de synthèse. Une régie non plus vidéo mais numérique est expérimentée avec deux ingénieurs R&D. Une première version de « Roma Amor » est présentée au festival sens dessus dessous de la Villette fin 2003.
En 2004, Jean-Marc Musial est Lauréat « Scénographie » de la Villa Médicis hors les murs à Rome. Il dessine, crée des scénographies virtuelles pour la version finale de Roma Amor et mène une recherche sur la Domus Aurea de Néron, l'art peint des grotesques et le théâtre antique romain.
En 2005, il présente une seconde version théâtrale de Roma Amor à la Condition Publique de Roubaix. La régie numérique évolue vers une régie virtuelle pilotable depuis la scène mais la recherche reste inachevée. À partir de ces représentations filmées, il crée un film sur support DVD.

## Expositions archéologiques
Avec Roma Amor, il quitte le temps de la représentation pour l'espace de l'exposition archéologique. En avril et mai 2007, il expose Roma Amor avec Virginie Di Ricci au Musée St Raymond, Musée des Antiques de Toulouse, sous la forme d'une fantasmagorie. Ils mettent en scène la collection de portraits en marbre Julio-Claudiens du musée St Raymond de Toulouse, au cœur d'un rêve optique.
D'avril à août 2008, ils exposent Roma Amor dans une version catalane au Musée National Archéologique de Tarragone. Treize sculptures tarraconnaises et deux portraits provenant de la collection Toulousaine jouent leur rôle d'acteurs de pierre. Leurs spectres électroniques rejouent en boucle les pages les plus noires de leur temps à partir des textes de Lucain, Sénèque, Martial, Tacite, Virgile.
Pour la nuit blanche parisienne 2008, ils présentent l'installation « la nuit blanche » de Caligula au Petit Palais.

## Dessin à la plume
En parallèle, Jean-Marc Musial pratique le dessin à la plume et à l'encre.
Il expose en mars et avril 2009 à Lisbonne dans la galerie 14-18.

## Articles et conférences
- 2002 : Le théâtre moderne est né d’une décadence, Revue Ec/arts no 3.
- 2002 : Calderon, Revue Panorama, Le Fresnoy.
- 2008 : "Roma Amor", Catalogue d'exposition - Édition du Musée National Archéologique de Tarragone.
- Conférences : Théâtre d’Art et nouvelles Technologies, Le Fresnoy – 2003 C.N.R.S Arts du Spectacle –
- 2004 Lundis multimédia de la Sorbonne Nouvelle
- 2005 : Institut National de l’Histoire de l’Art de Paris
- 2006 : Institut d’Études Politiques de Lille
- 2006 : Colloque Dramaturgies contemporaines, Villette numérique
- 2007 : Musée archéologique de Bavay – 2007 Musée d’Art Contemporain de Rome (avec Nicola Savarese)
- 2007 : Université du Littoral de Dunkerque
- 2007 Rencontres E.C.M de St Médard en Jalles - Musée St Raymond, musée des antiques de Toulouse.